# Campeonato Europeo de Piragüismo en Maratón de 2016
El Campeonato Europeo de Piragüismo en Maratón de 2016 es la decimotercera edición del Campeonato Europeo de Piragüismo en Maratón, el cual tuvo lugar en Pontevedra, España, entre el 28 de junio y el 3 de julio de 2017. La competición consistió en cincuenta y dos eventos, repartidos entre kayak y canoa. Las categorías participantes eran la júnior, sub-23, máster y sénior.

## Desarrollo
En el primer día de competición participaban las categorías júnior y sub-23, donde destacó la selección de Hungría. La húngara Viktoria Fruzsina Nagy ganó en la competición júnior de K1 femenina y su compañero Balint Bendeguz Bazsonyi en la masculina. Otra húngara, Vanda Kiszli, venció en categoría sub-23, mientras que en categoría júnior C1 las victorias fueron para el portugués Sergio Maciel y para la húngara Panna Palfia.